# Rylo Rodriguez
Rylo Rodriguez, de son vrai nom Ryan Quincy Adams, né le 30 septembre 1993 à Mobile dans l'État d'Alabama, est un rappeur américain.

## Biographie
Découvert par Lil Baby, Rylo Rodriguez se fait connaître du grand public avec les titres Eat Or Starve et Stick On Me en 2017, en collaboration avec ce dernier.
Le rappeur continue à gagner en notoriété les années suivantes, notamment avec ses singles dans lesquels ils détournent des chansons de RnB, souvent romantiques, pour en faire des titres parlant de sa vie dans les quartiers de Mobile, comme Project Baby, basé sur Always Be My Baby de Mariah Carey, et Valentines, basé sur Can't Get Enough de la chanteuse Tamia. En mai 2020, le magazine Rolling Stone le surnomme « Le Prince des samples du rap sudiste ».
Fin novembre 2020, Rylo Rodriguez délivre son premier album G.I.H.F. (Goat In Human Form), porté par le single Walk en collaboration avec Lil Baby et 42 Dugg (en). L'album culmine à la 37e place du Billboard 200.
Le 30 juin 2023, Rylo Rodriguez sort son deuxième album intitulé Been One. L'album se place à la 10e place du Billboard 200 la semaine de sa sortie, amassant 47,93 millions d'écoutes à la demande, soit 35 000 d'équivalent-ventes, et le single Thang for You, en featuring avec NoCap (en), atteint la 96e place du Billboard Hot 100.
En août 2023, le rappeur de Mobile signe dans le nouveau label musical de Lil Baby, Glass Window Entertainment,.

## Discographie

### Albums studio
- 2020 : G.I.H.F.
- 2023 : Been One